# Welt der Wunder (Zeitschrift)
Welt der Wunder ist eine seit 2005 von der Bauer Media Group herausgegebene populärwissenschaftliche Zeitschrift.
Die Zeitschrift behandelt Themenbereiche wie Technik, Natur, Wissenschaft, Geschichte und Forschung, die vereinfacht werden. Die Inhalte sind unbelegt und die Grenzen zur Pseudowissenschaft sind fließend. Die verkaufte Auflage beträgt 70.899 Exemplare, ein Minus von 43,7 Prozent seit 2006.
Von März 1998 bis Januar 2000 erschien das Magazin bereits schon einmal – insgesamt 22 Ausgaben mit einer Doppelausgabe für Oktober/November 1999. Von der Erstauflage wurden 119.000 Exemplare verkauft. Verlegt wurde das Magazin zunächst von der Deutschen Verlags-Anstalt. Mit der Doppelausgabe fand ein Verlagswechsel zum Schweizer Verlag DeVision SA bzw. zu deren deutschen Tochtergesellschaft delta productions statt. Wenig später wurde das Magazin jedoch eingestellt.

## Sonderhefte
Im Sonderheft Welt der Wunder kompakt wird seit 2008 in sechs Ausgaben jährlich ein Thema von diversen Standpunkten beleuchtet. Erweitert wird die kompakt-Reihe durch Sonderdossiers wie Jahresrückblicke.
Im Juni 2012 erschien testweise das Sonderheft Welt der Wunder Youngster. Seit April 2013 erscheint die Sonderreihe viermal pro Jahr und richtet sich an Kinder und Jugendliche im Alter von 10 bis 16 Jahren.

## SmartView
Die kostenlose mobile App SmartView bietet interaktive Erweiterungen der Artikel. Das Spektrum der App umfasst Video-Beiträge, 3D-Modelle, 360°-Panoramen und Slideshows. Mit der App können Leser an einem Wissensquiz teilnehmen und Leserbriefe im Forum der App verfassen.